# 新自由俱樂部
新自由俱樂部，是日本一個已消亡的政黨。1976年從自由民主黨分離出來，1980年代曾經和自民黨聯合執政。1986年重新併入自民黨。

## 概況
新自由俱樂部的前身是自民黨內以河野洋平為首的親中派組成的「政治工學研究會」。1976年，洛克希德事件爆發，前首相田中角榮被捕。同年6月25日，眾議員河野洋平、田川誠一、西岡武夫、山口敏夫、小林正巳和參議員有田一壽宣布與自民黨切割脫黨，並宣稱「自民黨的歷史使命已經完成」，他們成立新黨「新自由俱樂部」，號稱「保守政治的刷新」。政治成立後，藤波孝生和橋本龍太郎也宣布加入。
新自由俱樂部在成立當年的首次大選就取得佳績，一舉拿下17個議席，還有一名追加公認。但是三年後的大選中只取得4個議席，黨內陷入混亂，不過同時自民黨在那次選舉中也慘敗，福田赳夫等人逼首相大平正芳辭職（四十天抗爭），新自由俱樂部在關鍵時刻投票支持大平，使大平度過危機繼續執政。但是支持大平的做法受到其他在野黨的批評，黨代表河野洋平為此辭職。
之後，新自由俱樂部曾與另一小黨社會民主連合進行在野共鬥，一度成立了院內會派「新自由俱樂部・民主連合」（新自連），不過不久該會派就解散。與民社黨、社民連等中道政黨合流的念頭打消後，新自由俱樂部決定支持自民黨。
1983年的大選中，自民黨再一次慘敗，不過追加公認新自由俱樂部的議員會勉強維持過半數。新自由俱樂部加入中曾根內閣聯合執政，終結了55年體制以來長達28年自民黨單獨執政的局面。在中曾根內閣中，新自由俱樂部的田川誠一、山口敏夫、河野洋平等人先後出任自治大臣、勞動大臣等職位。
1986年大選中只取得6個議席，決定在8月15日解散，重新併入自民黨。不過，田川誠一不愿加入自民黨，決定復黨，在1987年成立了進步黨。

## 歷任常任幹事會、執行部職員表
| 代表     | 副代表   | 幹事長   | 政策委員長 | 國會對策委員長 | 參議院代表 |
| -------- | -------- | -------- | ---------- | -------------- | ---------- |
| 河野洋平 | 田川誠一 | 西岡武夫 | 小林正巳   | 山口敏夫       | 有田一壽   |
| 〃       |          | 田川誠一 | 〃         | 石原健太郎     | 〃         |
| 田川誠一 |          | 山口敏夫 | 柿澤弘治   | 田島衛         | 〃         |

## 歴代代表
新自由俱樂部常任幹事會代表
| # | 代表     | 在任時間                                      |
| - | -------- | --------------------------------------------- |
| 1 | 河野洋平 | 1976年（昭和51年）6月 - 1980年（昭和55年）2月 |
| 2 | 田川誠一 | 1980年（昭和55年）2月 - 1984年（昭和59年）6月 |
| 3 | 河野洋平 | 1984年（昭和59年）6月 - 1986年（昭和61年）8月 |

## 聯合政權成員
| 閣員     | 內閣職務                       | 內閣                           | 入閣前黨內職務 |
| -------- | ------------------------------ | ------------------------------ | -------------- |
| 田川誠一 | 自治大臣兼國家公安委員會委員長 | 第二次中曾根內閣               | 黨代表         |
| 山口敏夫 | 勞動大臣                       | 第二次中曾根內閣第一次改造內閣 | 黨幹事長       |
| 河野洋平 | 科學技術廳長官                 | 第二次中曾根內閣第二次改造內閣 | 黨代表         |

## 黨勢的推移

### 眾議院
| 選舉         | 当選/候選人數 | 定員 | 備注       |
| ------------ | ------------- | ---- | ---------- |
| （結党時）   | 5/-           | 491  |            |
| 第34屆總選舉 | ○17/25        | 511  | 追加公認+1 |
| 第35屆總選舉 | ●4/31         | 511  |            |
| 第36屆總選舉 | ○12/25        | 511  |            |
| 第37屆總選舉 | ●8/17         | 511  |            |
| 第38屆總選舉 | ●6/12         | 512  |            |

### 參議院
| 選舉           | 当選/候補人數 | 非改選 | 定員 | 備注                             |
| -------------- | ------------- | ------ | ---- | -------------------------------- |
| （結黨時）     | 1/-           | -      | 252  |                                  |
| 第11屆通常選舉 | ○3/13         | 0      | 252  | 追加公認+1                       |
| 第12屆通常選舉 | ●0/2          | 2      | 252  |                                  |
| 第13屆通常選舉 | ○2/10         | 1      | 252  | 社會民主連合合同名單、追加公認+1 |
| 第14屆通常選舉 | ●1/7          | 0      | 252  |                                  |

- 当選者不包括追加公認。